# Youth of America
Youth of America — второй студийный альбом американской панк-рок-группы Wipers, вышедший в 1981 году.

## Об альбоме
К 1981 году ударник группы Сэм Генри покинул Wipers и присоединился к портлендской команде Napalm Beach. Басист Дуг Коупал принял участие в студийных сессиях для пары новых песен, но через несколько недель он покинул группу, так как его семья переехала в Огайо. К Wipers присоединился Брэд Дэйвидсон (бас-гитара) и Брэд Нэйш (ударные). В таком составе и была завершена запись Youth of America. Будучи неудовлетворённым опытом, полученным в профессиональной студии во время записи дебютного альбома Is This Real?, лидер группы Грег Сэйдж решил записать и смикшировать весь материал сам, не прибегая к помощи профессиональных звукорежиссёров и продюсеров.

## Список композиций
1. «No Fair»
2. «Youth of America»
3. «Taking Too Long»
4. «Can This Be»
5. «Pushing the Extreme»
6. «When It’s Over»

## Участники записи
- Грег Сэйдж — гитара, вокал, пианино, музыка, тексты, запись, продюсирование
- Дуг Коупал — бас-гитара
- Брэд Дэйвидсон — бас-гитара
- Брэд Нэйш — ударные
- Thea D. — обложка